# Sinikka Piippo
Sirkka Sinikka Piippo, född 18 november 1955 i Helsingfors, är en finländsk botaniker.
Piippo avlade filosofie doktorsexamen 1986 och är sedan 1986 docent i botanik vid Helsingfors universitet. Hon har arbetat vid Botaniska museet sedan 1981 och utnämndes till avdelningschef för kryptogamavdelningen 1995. År 1996 erhöll hon professors titel.
Piippo är specialist på levermossor och har publicerat över 150 vetenskapliga artiklar, speciellt inom bryologin, samt därtill över 40 populära artiklar om medicinalväxter. Hon har gjort forskningsresor till flera länder i Europa samt till Ecuador, Japan, Kina och USA. Hon är aktiv inom föreningslivet, bl.a. har hon varit sekreterare för Samfundet för östasiatisk forskning 1988–1990, ordförande för WWF Finlands bryologiska arbetsgrupp 1996–1998 och vice ordförande för Finsk-kinesiska botaniska stiftelsen sedan 1998.